# Мацапура, Сергей Степанович
Сергей Степанович Мацапура (1919—1998) — капитан МВД СССР, участник Великой Отечественной войны, Герой Советского Союза (1945).

## Биография
Сергей Мацапура родился 15 февраля 1919 года в деревне Гдень (ныне — Брагинский район Гомельской области Белоруссии). После окончания семи классов школы работал в колхозе. В 1939 году Мацапура был призван на службу в Рабоче-крестьянскую Красную Армию. С начала Великой Отечественной войны — на её фронтах. В боях три раза был ранен.
К январю 1945 года гвардии старшина Сергей Мацапура был механиком-водителем танка 49-й гвардейской танковой бригады 12-го гвардейского танкового корпуса 2-й гвардейской танковой армии 1-го Белорусского фронта. Отличился во время освобождения Польши. В период с 14 по 23 января 1945 года экипаж Мацапуры с боями прошёл около пятисот километров на запад, приняв активное участие в освобождении городов Блендув, Сохачев, Любень и Иновроцлав, а также ряда важных военных объектов противника. Перерезав шоссе к западу от Иновроцлава, Мацапура с товарищами лишили противника возможности отступать в этом направлении.
После окончания войны Мацапура продолжил службу в Советской Армии. В 1947 году он был демобилизован. Работал в органах МВД СССР. В 1951 году окончил курсы при Владимирской офицерской школе МВД СССР. В 1965 году в звании капитана Мацапура был уволен в запас. Проживал и работал механиком на заводе в Москве. Скончался 17 марта 1998 года, похоронен на Щербинском Южном кладбище Москвы (участок №4).

## Награды
Указом Президиума Верховного Совета СССР от 27 февраля 1945 года за «образцовое выполнение боевых заданий командования на фронте борьбы с немецкими захватчиками и проявленные при этом мужество и героизм» гвардии старшина Сергей Мацапура был удостоен высокого звания Героя Советского Союза с вручением ордена Ленина и медали «Золотая Звезда».
Был также награждён орденами Отечественной войны I степени и Красной Звезды, рядом медалей.

## Память
- Установлена  Стела, посвящённая С. С. Мацапуре, на Алле в Брагине (Гомельская область, Беларусь)
- В Комарине (Гомельская область, Беларусь) на стене здания спортивно-культурного центра размещён мурал с изображением Героев Советского Союза уроженцев Брагинщины – Сергея Степановича Мацапуры и Павла Ивановича Шпетного. Мурал нанесён к юбилею освобождения посёлка[2].